# ملاذ نكوسي

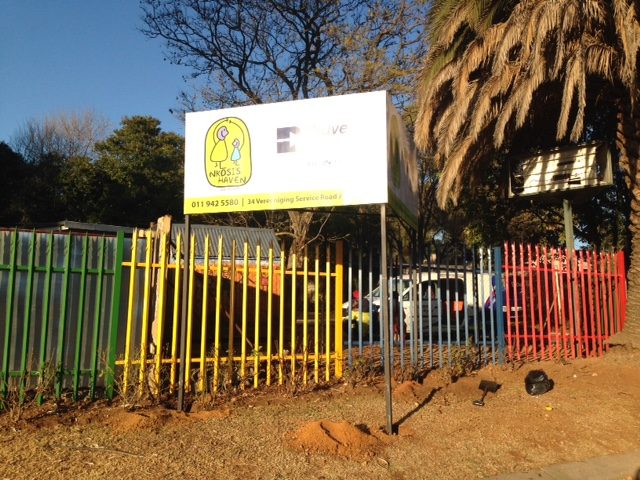
مدخل دار أيتام تابعة للمنظمة

ملاذ نكوسي هو منظمة غير حكومية في منطقة جوهانسبرغ بجنوب أفريقيا توفر سكن ورعاية شاملة ودعم للأمهات وأطفالهن الذين تأثروا بمرض الإيدز. يوفر ملاذ نكوسي أيضًا الدعم لليتامى، سواء الذين تأثروا بالإيدز أم لا. وتهدف إلى تحسين إنتاجية سكانها عن طريق توفير العناية الطبية والعلاج والتعليم وورش تنمية القدرات. يهدف ذلك لتمكين السكان مع توفير سكن أمن وكريم في أمل أن تصبح كل الأمهات والأطفال أعضاء مسئولون في المجتمع.
سمي ملاذ نكوسي نسبة ل نكوسي جونسون ناشط ضد الإيدز الذي كرس حياته ليضمن أن الأمهات وأطفالهن يبقون سويًا مؤمنًا بأن لا يجب على أي أم ترك أطفالها لأنها شخصت بمرض الإيدز. وهي منظمة غير حكومية معترف بها وممولة بقوة من متبرعين دوليين ومنظمات حكومية. يخصص التمويل لمساندة أماكن الإقامة، التي تشمل السكن والطعام والماء والدواء ورعاية المسنين. ويساعد أيضًأ في تكاليف التعليم مثل مصلريف المدارس والزي المدرسي ونفقات أخرى. يوزع السكان أعمال المنزل بين بعضهم البعض، شاملة الأعمال مثل الطهي والتنظيف وغسل الملابس ورعاية الأطفال.
في فترة بدايته، كان مركز الرعاية الأول والأوحد في جنوب أفريقيا الذي يوفر رعاية سكنية للأمهات الاتي يعشن بمرض الأتش-أي-في/أيدز وأطفالهن.